# Friedrich Julius August Wieseler
Friedrich Julius August Wieseler (Altencelle, 1811. október 19. – Göttingen, 1892. december 3.) német régész, klasszika-filológus.
A salzwedeli iskola után Göttingenben érettségizett, és 1830-tól a Göttingeni Egyetemen hallgatott klasszika-filológiát, elsősorban Karl Otfried Müllernél. 1833 és 1836 Berlinben tartózkodott, ahol August Böckh előadásait hallgatta, majd visszatért Göttingenbe. 1837-ben Jénában végzett és 1839-ben Göttingenben habilitált régészetből és filológiából. 1841-ben átvette a régészeti-numizmatikai gyűjtemény vezetését, és 1842-ben rendkívüli professzor lett. Miután visszautasított egy meghívást a Dorpati Egyetemre, 1845-ben megindította régészeti szemináriumát. 1854-ben rendes professzorrá nevezték ki, 1869-ben megválasztották a Göttingeni Tudományakadémia tagjának. 1878-79-ben a filozófiai kar dékánja volt. 1889-ben Wieseler lemondott a régészeti-numizmatikai gyűjtemény vezetéséről, de tovább tanított a régészeti szemináriumban.
Wieseler, aki egyre inkább régésszé vált, továbbra is szoros kapcsolatban állt a klasszika-filológiával, többek között az ókori színházra vonatkozó munkái révén. A régészet területén folytatta Müller Denkmäler der alten Kunst-ját (Az ókori művészet emlékei) és több munkájában az istenszimbólumokkal és -attribútumokkal foglalkozott. Wieseler számos tanítványa vált jelentős régésszé. Göttingeni időszakában nála habilitáltak Alexander Conze (1861), Otto Benndorf (1868), Friedrich Matz (1870), Friedrich von Duhn (1879), Gustav Körte (1880) és Arthur Milchhöfer (1882).

## Fordítás
- Ez a szócikk részben vagy egészben a Friedrich Wieseler című német Wikipédia-szócikk ezen változatának fordításán alapul.  Az eredeti cikk szerkesztőit annak laptörténete sorolja fel. Ez a jelzés csupán a megfogalmazás eredetét és a szerzői jogokat jelzi, nem szolgál a cikkben szereplő információk forrásmegjelöléseként.

## A német cikk forrásai
- Klaus Fittschen: Von Wieseler bis Thiersch: Hundert Jahre Klassische Archäologie in Göttingen. In: Carl Joachim Classen (Hrsg.): Die klassische Altertumswissenschaft an der Georg-August-Universität Göttingen: Eine Ringvorlesung zu ihrer Geschichte. Vandenhoeck & Ruprecht, Göttingen, 1989, ISBN 3-525-35845-8, S. 78–87
- Albert Müller: Wieseler, Friedrich. In: Allgemeine Deutsche Biographie (ADB). Band 42. Duncker & Humblot, Leipzig, 1897, S. 430–433.